# Ghana en los Juegos Olímpicos de México 1968
Ghana estuvo representada en los Juegos Olímpicos de México 1968 por un total de 31 deportistas que compitieron en 3 deportes.  
El equipo olímpico ghanés no obtuvo ninguna medalla en estos Juegos.